# POST Luxembourg
POST Luxembourg, anteriormente conocida como Entreprise des Postes et Télécommunications, es una corporación postal y de telecomunicaciones propiedad del Estado con base en Luxemburgo. También comercializa servicios financieros y mantiene el monopolio en la emisión de sellos postales en el Gran Ducado de Luxemburgo.
Depende de las competencias del Ministro de las Comunicaciones, que depende del Primer Ministro de Luxemburgo en su calidad de Ministro de Estado.
P&T posee acciones en otras dieciséis compañías, incluyendo participaciones de control en eBRC (100%), Editus (51%), Infomail (45%), LuxGSM (100%), Michel Greco (60%), Netcore (75%), P&T Consulting (100%), Visual Online (51%).